# Wenling Tan Monfardini
Wenling Tan Monfardini (chiń. 谭文玲; pinyin Tán Wénlíng; ur. 28 października 1972 w Hunan) – włoska tenisistka stołowa pochodzenia chińskiego, mistrzyni Europy. 
Największy dotychczasowy sukces odniosła podczas mistrzostw Europy w Courmayeur w 2003 roku zostając wicemistrzynią Europy w grze pojedynczej i mistrzynią drużynowo, a pięć lat później podczas mistrzostw Europy w Petersburgu wywalczyła brązowy medal w singlu i srebro w deblu (z Nikoletą Stefanovą). Wcześniej dwukrotnie grała w półfinale gry podwójnej podczas mistrzostw Starego Kontynentu. Startowała dwukrotnie w igrzyskach olimpijskich, jednak zarówno na igrzyskach olimpijskich w Atenach jak i w Pekinie nie odniosła większych sukcesów.